# رونالد واترویس
رونالد واترویس (انگلیسی: Ronald Waterreus؛ زادهٔ ۲۵ اوت ۱۹۷۰) بازیکن فوتبال اهل هلند بود.
از باشگاه‌هایی که در آن بازی کرده‌است می‌توان به باشگاه فوتبال منچستر سیتی، باشگاه فوتبال رودا جی‌سی کرکراد، باشگاه فوتبال نیویورک رد بولز، باشگاه ورزشی پی‌اس‌وی آیندهوون، باشگاه فوتبال آزد آلکمار، و باشگاه فوتبال رنجرز اشاره کرد.
وی همچنین در تیم ملی فوتبال هلند بازی کرده‌است.